# Eilumer Horn

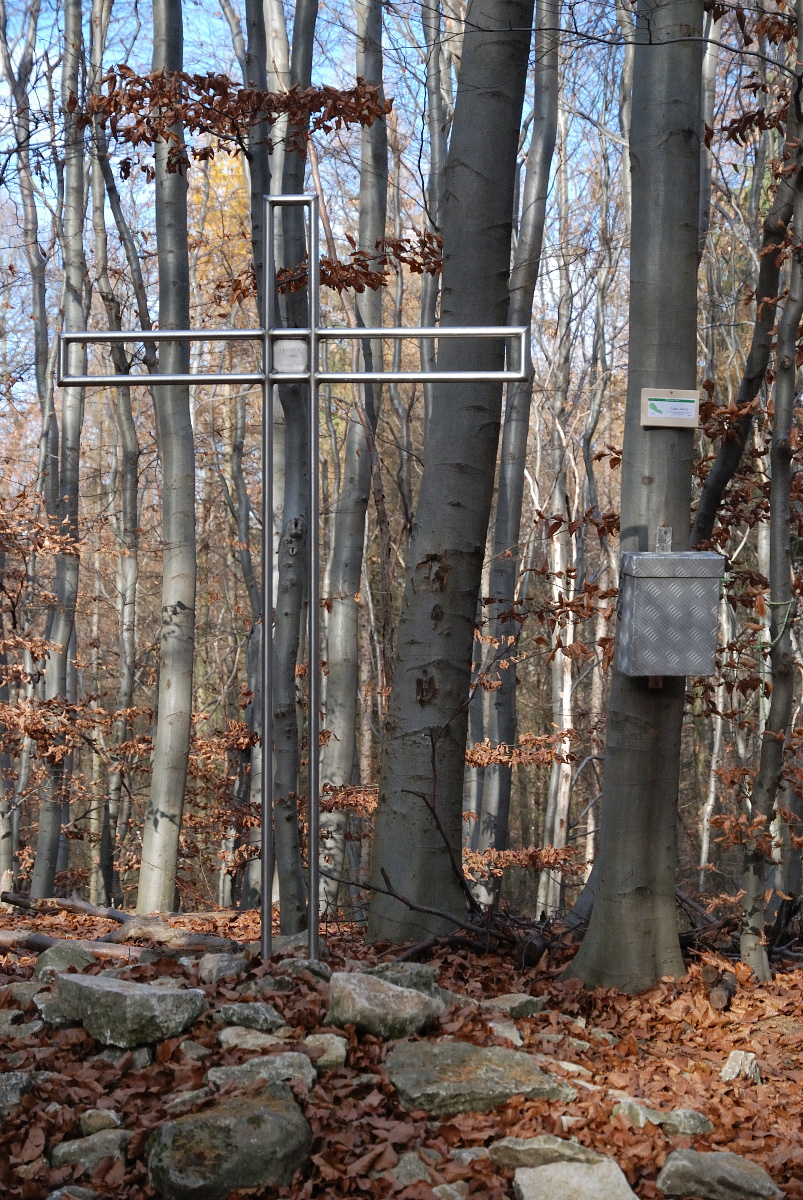
Gipfelkreuz mit Aufschrift: EILUMER HORN, 323 M; rechts der Kasten des Gipfelbuchs

Das Eilumer Horn nahe Erkerode im niedersächsischen Landkreis Wolfenbüttel ist mit 323,3 m ü. NHN die höchste Erhebung im Höhenzug Elm. Sein Name stammt von der „Blickrichtung“ des Horns, nämlich zum am Elm-Westrand befindlichen Dorf Eilum.

## Geographie

### Lage
Das Eilumer Horn liegt am Westrand des Elm im Südwesten des Naturparks Elm-Lappwald und gehört zum Gemeindegebiet von Erkerode. Sein Gipfel erhebt sich rund 2,7 km ostsüdöstlich von Erkerode, 2,5 km ostnordöstlich von Evessen und 2 km (jeweils Luftlinie) nördlich von Ampleben. Der Nordausläufer der Erhebung ist der Kuxberg (321,9 m); an dessen Nordflanke lag die Brunkelburg. Jenseits davon erstreckt sich das Reitlingstal, in dem die Wabe in Ost-West-Richtung fließt.

### Naturräumliche Zuordnung
Das Eilumer Horn gehört in der naturräumlichen Haupteinheitengruppe Nördliches Harzvorland (Nr. 51), in der Haupteinheit Ostbraunschweigisches Hügelland (512) und in der Untereinheit Asse-Elm-Hügelland (512.1) zum Naturraum Elm (512.15).

### Berghöhe
Die Höhe des 323,3 m hohen Eilumer Horns wird teils mit 322, 323 oder 325 m angegeben, wobei dort dann teils aber der Name Kuxberg zu lesen ist. Weitere Werte wie 316,7 m und 318,6 m beziehen sich auf Höhenangaben von Waldwegstellen. Auf manchen Landkarten ist aber der Drachenberg als höchste Erhebung im Elm zu entnehmen, jedoch erreicht dieser nur etwa 313 m Höhe.
Früher wurde auf vielen Wanderkarten der Kuxberg als höchster Gipfel im Elm vermerkt. Vier Mitglieder des Schöppenstedter Alpenvereins maßen 1989 die Position des höchsten Punktes im Elm erneut ein: Sie fanden heraus, dass das Eilumer Horn ein paar hundert Meter vom Kuxberg entfernt die höchste Erhebung sein muss. Das Landvermessungsamt Niedersachsen bestätigte diese Angabe; seitdem ist das Horn in manchen neueren Wanderkarten als höchster Gipfel gekennzeichnet.

## Schutzgebiete
Auf dem Eilumer Horn befindet sich ein Teil des Landschaftsschutzgebiets Elm (CDDA-Nr. 320600; 1995 ausgewiesen; 66,14 km² groß). Außerdem liegt auf dem Westnordwestteil der Erhebung ein solcher des Fauna-Flora-Habitat-Gebiets Nordwestlicher Elm (FFH-Nr. 3730-303; 14,6 km²).

## Wissenswertes
In seiner Form unterscheidet sich das Eilumer Horn leicht von den anderen Erhebungen im Elm. Es ist vor allem steiler. Auf dem Gipfel befinden sich ein metallenes Gipfelkreuz und ein Gipfelbuch sowie eine Informationstafel zum geschichtlichen Hintergrund. Die Erhebung wurde in Landkarten meist nur als Kuxberg erwähnt, doch dieser ist lediglich sein Nordausläufer.

## Verkehr und Wandern
Wenige Kilometer östlich des Eilumer Horns verläuft zwischen Königslutter im Norden und Sambleben im Süden die Landesstraße 290. Von dieser Straße zweigt auf den Elmhochlagen auf 296,9 m Höhe die nördlich an der Erhebung vorbei und unter anderem durch das Reitlingstal nach Erkerode führende L 629 ab. Etwas westlich des vorgenannten Abzweigs zweigt nahe dem Forsthaus Groß Rode von der L 629 die südwestwärts zum Beispiel über den Amplebener Berg (314,8 m) nach Ampleben verlaufende Kreisstraße 9 ab. Ein paar Kilometer südwestlich der Erhebung führt unter anderem durch Evessen die L 625. Zum Beispiel an diesen Straßen beginnend kann man das Eilumer Horn auf Waldwegen und -pfaden erwandern.